# Polizeiruf 110: Black Box
Black Box ist ein Fernsehfilm aus der ARD-Krimireihe Polizeiruf 110. Der im Auftrag des MDR produzierte Film wurde am 3. Juli 2022 erstmals im Ersten ausgestrahlt. Es ist der 15. Fall für die Magdeburger Ermittlerin Doreen Brasch.

## Handlung
Adam Dahl und sein Freund Tomi sind frisch verliebt. Mit der Bahn sind sie unterwegs nach Magdeburg zu Adams Eltern, um ihnen Tomi vorzustellen. Christof Oschmann, über sein Handy in eine lautstarke Auseinandersetzung verwickelt, setzt sich zu den beiden ins Abteil. Da erschlägt ihn Adam Dahl ohne erkennbaren Grund und ruft dabei „Kaspar“.
Die Aussage von Hauptkommissarin Brasch als Zeugin im Prozess gegen ihre Entführer (Folge Der Verurteilte) löst bei ihr Flashbacks, Panikattacken und Klaustrophobie aus. Brasch will diesen Zustand nicht wahrhaben und lehnt psychologische Hilfe ab.
Adam Dahl kann Brasch gegenüber nicht angeben, was ihn zu seiner Tat veranlasst hat. Auch sein Freund Tomi erkennt keinen Grund. Brasch vermutet den Grund in einem verdrängten Trauma. In einer Hypnosesitzung stößt Adam auf ein schreckliches Geschehen hinter einem Zaun, dem er hilflos beiwohnen musste. Er äußert dabei das Wort „Krapp“.
Adams Eltern beteuern Adams Unschuld. Der Vater, Klaus-Volker Dahl, ehemaliger LKA-Chef mit tadellosem Ruf, setzt Doreen Brasch unter Druck, um ihre Ermittlungen zu beeinflussen. Die Mutter, Dr. Bianca Dahl, ist eine renommierte Psychologin, die als Gedächtnis-Expertin („Master of Memory“) zu Problemen der Authentizität von Erinnerungen und ihrer Überschreibungen geforscht hat. Sie bestreitet vehement, dass Adam in seiner Kindheit eine schlimme Erfahrung gemacht hat. Der Psychologie-Professor A.C. Krabb beschäftigt sich ebenfalls mit Möglichkeiten der Manipulation des Gedächtnisses. Gegenüber Brasch gibt er an, als Student lediglich eine Vorlesung bei Bianca Dahl gehört zu haben, ohne dass es weitere Kontakte mit ihr gegeben habe.
Unterdessen bezeugt Tomi in Anwesenheit von Adam Dahls Anwältin bei der Polizei, dass Oschmann Adam mit einer Pistole bedroht und Adam ihn darauf in Notwehr erschlagen habe.
Klaus-Volker Dahl bezahlt Tomi für seine Falschaussage und schickt ihn fort. In der Nacht entwendet Tomi aus dem Safe der Familie Dahl eine Sammlung von Zeitungsausschnitten zu dem Fund einer Kindesleiche in Querfurt, wo die Dahls früher wohnten. Brasch vermutet, dass Klaus-Volker Dahl das Kind überfahren und den Unfall vertuscht hat, und konfrontiert ihn mit ihrem Verdacht. Da wird Brasch von Kriminaldirektor Lemp wegen Dienstuntauglichkeit suspendiert.
Eine Analyse von Oschmanns DNA zeigt, dass er verantwortlich für den Mord an einer Prostituierten war, den Klaus-Volker Dahl, damals noch Polizeikommissar in Querfurt, nicht aufklären konnte.
Adam will sich umbringen und hinterlässt seinen Eltern einen Abschiedsbrief. Die Polizei kann ihn nicht finden. Da gestehen die Eltern, dass ihr eigener Sohn Adam in ihrem Gartenteich bei einem Unfall ertrunken ist und sie ihn dann bei Querfurt begraben haben. Sie haben dann das Kind der ermordeten Prostituierten als „Adam“ aufgenommen, den Tod ihres eigenen Kindes aber verschwiegen.
Als Adam mit Brasch den Garten und das Haus seiner ermordeten Mutter besucht, kann er sich an liebevolle Szenen mit ihr erinnern.
Nach sechs Monaten psychologischer Therapie ist Brasch wieder dienstfähig und kann sich entspannt in geschlossenen Räumen bewegen.

## Hintergrund
Der Film wurde vom 7. September 2021 bis zum 6. Oktober 2021 in Magdeburg und Umgebung gedreht.

## Rezeption

### Kritiken
„Dies ist ein »Polizeiruf« der komplizierten psychologischen Diagnosen und der schlichten, aber effizienten filmischen Mittel. […] Es gibt also ein paar Gründe, an diesem Brainfuck von »Polizeiruf« dranzubleiben. Der banalste ist: Es ist der letzte neue Sonntagskrimi vor der Sommerpause.“

### Einschaltquoten
Bei der Erstausstrahlung von Black Box am 3. Juli 2022 verfolgten in Deutschland insgesamt 5,83 Millionen Zuschauer die Filmhandlung, was einem Marktanteil von 23,8 Prozent für Das Erste entsprach. In der als Hauptzielgruppe für Fernsehwerbung deklarierten Altersgruppe von 14–49 Jahren erreichte Black Box 1,06 Millionen Zuschauer und damit einen Marktanteil von 18,9 Prozent in dieser Altersgruppe.